# 周公楚
周公楚（?—?），春秋初期周国国君，周公旦后裔，公爵。鲁成公十一年（周简王六年，公元前580年）周公楚与王室诸大臣有矛盾，在政治斗争中失败，离开王畿。天子派刘康公劝说，不果，次年，周公楚出奔到晋国。